# Landsgemeinde

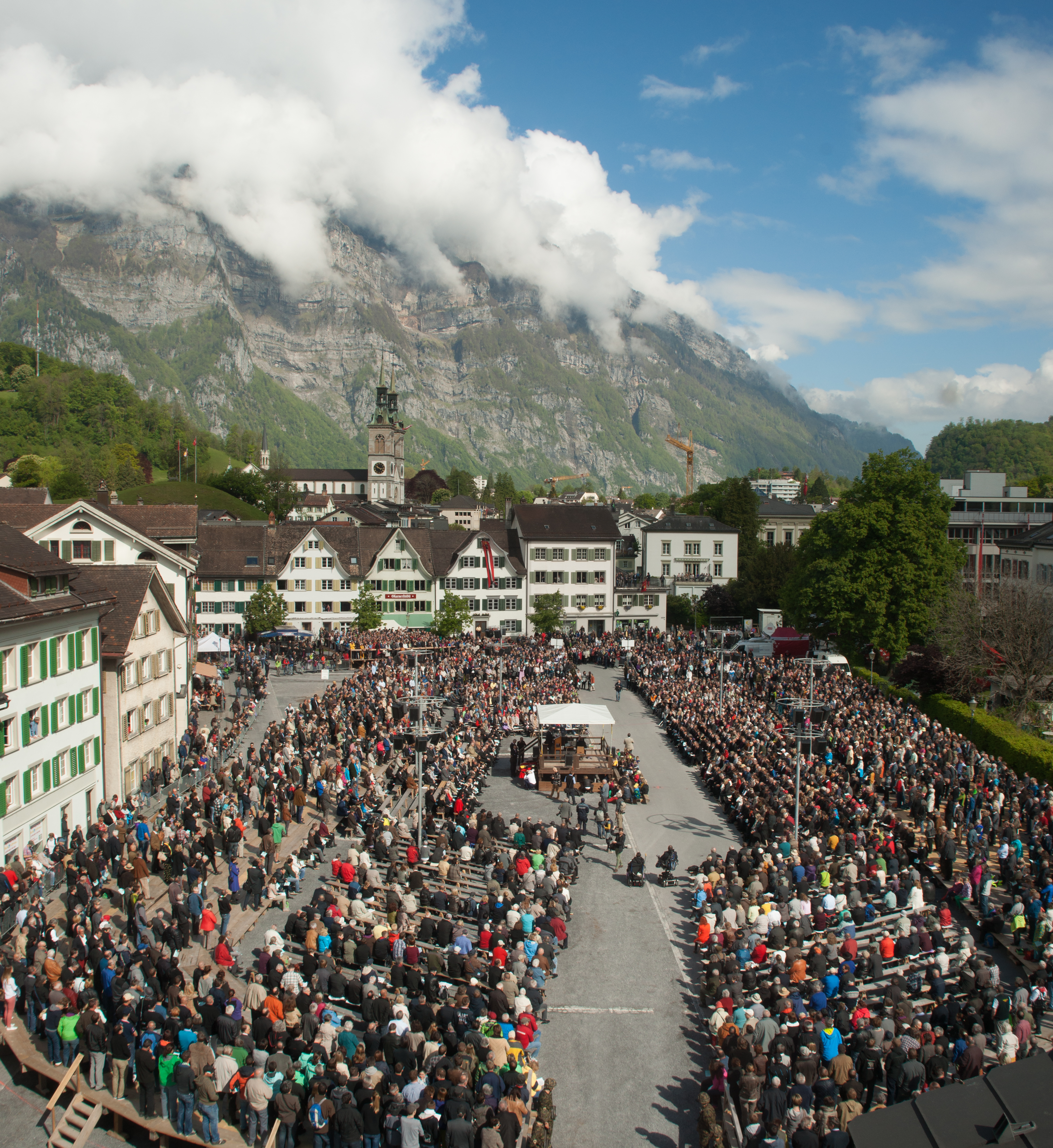
Glarner Landsgemeinde, Mai 2014

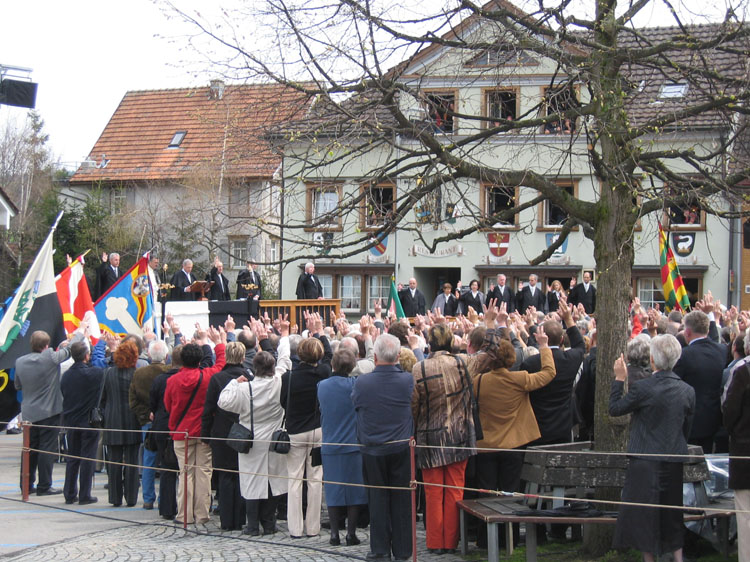
Vereidigung bei der Innerrhoder Landsgemeinde in Appenzell, April 2005

Die Landsgemeinde ist die verfassungsmässige, an einem bestimmten Tag unter freiem Himmel und mit feierlichem Zeremoniell abgehaltene Versammlung der stimmfähigen Einwohner, an der über Sachgeschäfte abgestimmt wird und Behörden gewählt werden.
Auf kantonaler Ebene besteht sie heute noch in den Kantonen Appenzell Innerrhoden (2016: rund 16'000 Einwohner, davon 11'565 stimmberechtigt) und Glarus (2016: 40'150 Einwohner, wovon etwa 26'000 stimmberechtigt).
Eine vergleichbare Institution gibt es mit den Bezirksgemeinden in den Appenzell Innerrhoder Bezirken sowie im Bezirk Schwyz des Kantons Schwyz. Wie Landsgemeinden funktionieren auch die Versammlungen der Korporationen, beispielsweise die Oberallmeindgemeinde der Oberallmeindkorporation Schwyz und die Talgemeinde der Korporation Ursern.
Die Landsgemeinde ist sodann die «grössere Schwester» der Gemeindeversammlung, wie sie die kleineren und mittleren Gemeinden insbesondere der Deutschschweiz kennen.
Diese frühe Form der direkten Demokratie in der Schweiz entstand ab dem Spätmittelalter in den Länderorten der Schweiz. Sie ähnelt anderen frühdemokratischen Beschlussforen wie dem Thing oder der athenischen Volksversammlung, hat ihren Ursprung allerdings im mittelalterlichen Kommunalismus und in den mittelalterlichen Gerichtsversammlungen («Landtagen»).

## Kantonale Landsgemeinden

### Allgemeines

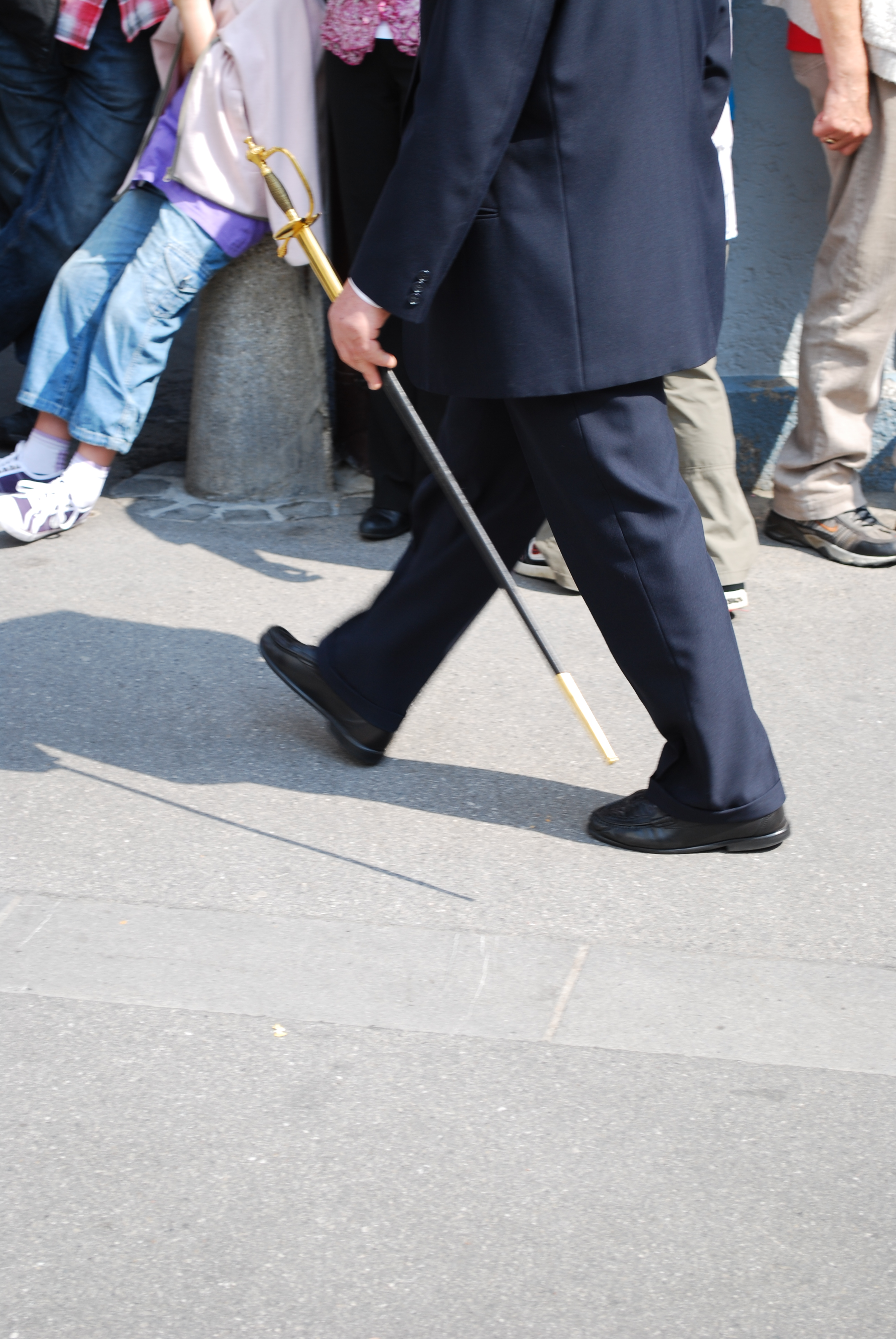
Die traditionelle «Eintrittskarte» in den Ring der Landsgemeinde in Appenzell: ein Degen als «Seitengewehr»

Kantonale Landsgemeinden gibt es heute noch in den Kantonen Appenzell Innerrhoden und Glarus; sie bilden dort die höchste kantonale Instanz. Die Zuständigkeiten unterscheiden beziehungsweise unterschieden sich von Kanton zu Kanton. So wird zwar sowohl in Appenzell Innerrhoden als auch in Glarus über Verfassungsänderungen, Gesetze und grössere Ausgaben an der Landsgemeinde entschieden; die Zuständigkeit bei Wahlen ist jedoch unterschiedlich.
An den beiden heute noch bestehenden Landsgemeinden kann jeder und jede Stimmberechtigte zu einer Frage das Wort ergreifen; bei der früheren Landsgemeinde von Appenzell Ausserrhoden hingegen war im Ring keine Diskussion möglich. In beiden Landsgemeinden gilt das offene Handmehr.

### Appenzell Innerrhoden
Im Kanton Appenzell Innerrhoden findet die Landsgemeinde in Appenzell am letzten Sonntag im April statt, ausser wenn dieser sich mit dem Ostersonntag überschneidet, dann wird die Versammlung auf den ersten Sonntag im Mai verschoben. Grundlage der Abstimmung (Traktandenliste, Gesetzestexte und Abstimmungsbotschaft) ist das «Landsgemeindemandat». An der Appenzeller Landsgemeinde findet neben der Abstimmung über gesetzgeberische und finanzielle Angelegenheiten auch die Wahl der Kantonsregierung (Standeskommission) und des Kantonsgerichts sowie der Vertretung des Kantons im Ständerat statt.
Appenzell Innerrhoden kennt nicht nur Volksinitiativen, sondern auch die Einzelinitiative. Eine solche kann von jedem Stimmbürger schriftlich eingereicht werden, und die Landsgemeinde stimmt anschliessend darüber ab. Durch solche Einzelinitiativen wurden in Appenzell beispielsweise Gewaltentrennung und Finanzreferendum eingeführt.
Als Stimmrechtsausweis können Männer in Appenzell Innerrhoden neben der papierenen Stimmkarte auch das sogenannte «Seitengewehr» vorzeigen, einen zumeist ererbten Degen, wahlweise auch ein Bajonett oder einen Säbel. Appenzell Innerrhoden war nach einem Bundesgerichtsentscheid vom 27. November 1990 der letzte Schweizer Kanton, der das 1971 auf eidgenössischer Ebene beschlossene Frauenstimmrecht gegen den Willen der (männlichen) Stimmbürger auch auf kantonaler Ebene einführen musste. Im April 1990 hatte sich die Landsgemeinde noch gegen die Einführung des Frauenstimmrechts ausgesprochen.
Das süsse Mitbringsel der Männer für die Familie nannte sich vor der Einführung des Frauenstimmrechts Landsgmeendchroom. Ein solches waren beispielsweise Chreempfli, welche nur im April erhältlich sind.

### Glarus
Die Glarner Landsgemeinde findet jeweils am ersten Sonntag im Mai statt. Grundlage der Abstimmung (Traktandenliste, Gesetzestexte und Abstimmungsbotschaft) ist das «Memorial». Neben der Abstimmung über gesetzgeberische und finanzielle Angelegenheiten finden an der Glarner Landsgemeinde auch die Wahlen des Landammanns (Präsident der Kantonsregierung), des Landesstatthalters (Vizepräsident der Kantonsregierung), der Gerichtspräsidenten und der Richter statt, und sie setzt den Steuerfuss fest.
Ausser der Volksinitiative kennt auch der Kanton Glarus das Recht der Einzelinitiative, hier Memorialsantrag genannt. Ein solcher kann von jedem Stimmbürger schriftlich eingereicht werden, und die Landsgemeinde stimmt anschliessend darüber ab. Beim Abstimmen oder «Mehren» (so die gesetzliche Bezeichnung des Abstimmens) wird in Glarus der Stimmrechtsausweis in die Höhe gehalten.
An der Glarner Landsgemeinde dürfen die Stimmberechtigten «raten, mindern, mehren und wählen». Das heisst, sie können über jedes einzelne Sachgeschäft das Wort verlangen, eine Änderung beantragen, eine Vorlage verschieben oder zurückweisen. Durch das Abänderungsrecht wurde 1971 das Frauenstimm- und ‑wahlrecht auf allen Ebenen eingeführt. Die ursprüngliche Abstimmungsvorlage enthielt lediglich Rechte auf tieferen Gemeindeebenen (zum Beispiel Schulgemeinde). Im Mai 2006 wurde ebenfalls durch das Abänderungsrecht eine Fusion der bislang 25 Gemeinden des Kantons zu nur noch drei beschlossen. Die ursprüngliche Vorlage hatte zehn Gemeinden vorgesehen.

## Geschichte

### Entstehung und Wandel

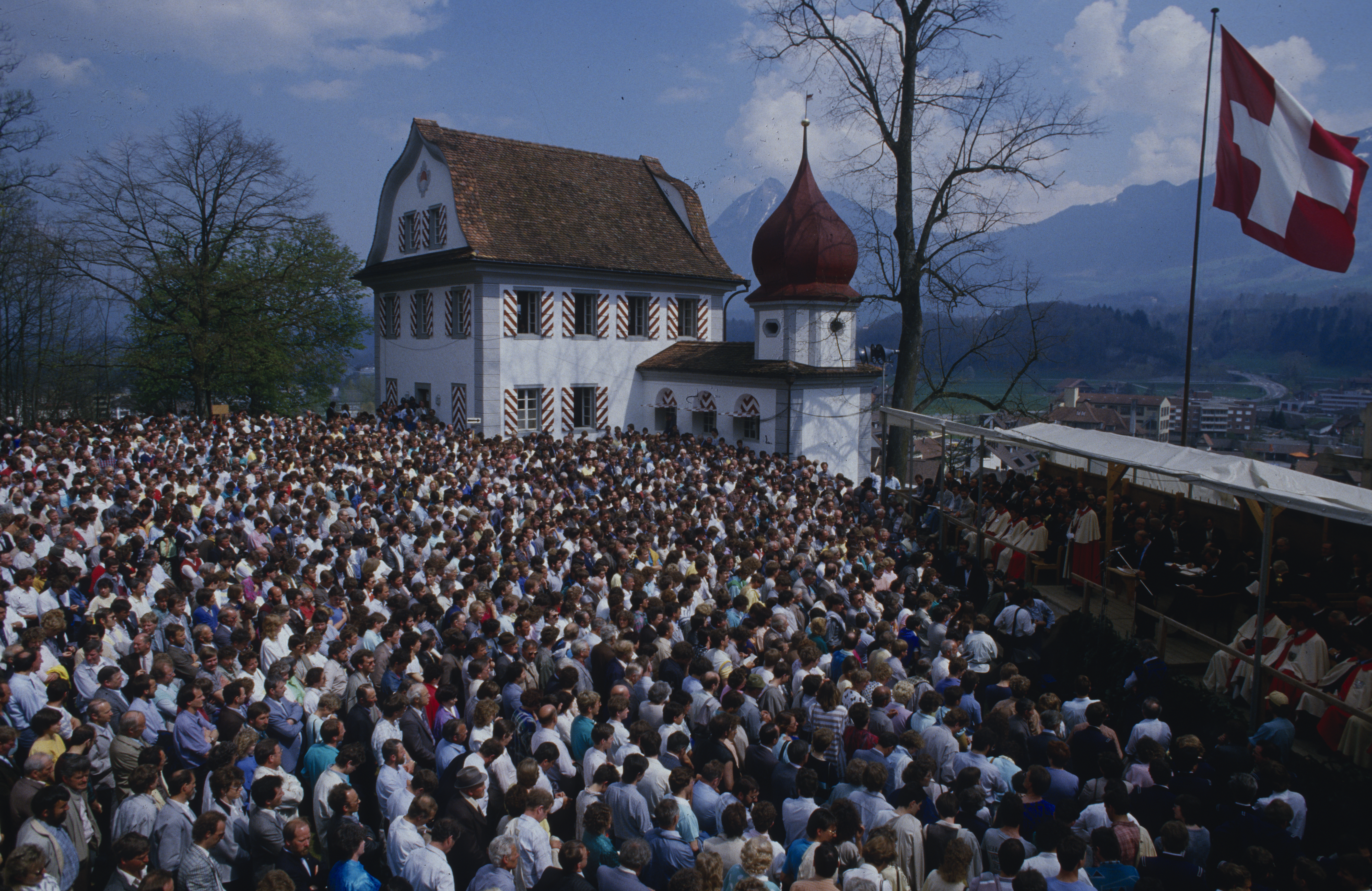
Obwaldner Landsgemeinde auf dem Landenberg ob Sarnen (1987)

Die Landsgemeinde – auf kantonaler, regionaler und kommunaler Ebene – hat ihren Ursprung im mittelalterlichen Kommunalismus beziehungsweise in den mittelalterlichen Landtagen (Gerichtsversammlungen). Die Innerschweizer Länderorte übernahmen ab dem 13. Jahrhundert die frühere Kompetenz der herrschaftlichen Vögte und die gesamte Gerichtshoheit und setzten an die Stelle des Vogtes einen Ammann, woraus schliesslich eine Versammlung hervorging, auf der nicht nur Recht gesprochen wurde, sondern die auch wählte, verwaltete und Recht setzte. Als frühe Bezeichnungen finden sich etwa «Gemeinde der Leute des Tals» (Uri, ab 1231) und «Landtag» (Schwyz, ab 1294); bis zum Ende des Mittelalters setzte sich der Begriff «Landsgemeinde» durch.
Die Landsgemeinde der Frühen Neuzeit hatte mit der heutigen Landsgemeinde wenig gemein: Es herrschte oft obrigkeitsgläubige Einstimmigkeit, es gab keine Gewaltentrennung – sie war verwaltendes, rechtsetzendes und rechtsprechendes Organ in einem –, und es herrschte keine Gleichheit der Bürger. Sie war vielmehr eine Zusammenkunft privilegierter Vertreter der Täler und Gemeinden, eingebunden in Clans mit ökonomischen und familiären Abhängigkeiten, und weder gegen Manipulationen der führenden Geschlechter noch gegen Aufstände gefeit. Der Landmann nahm nicht als Individuum teil, sondern aufgrund seiner Zugehörigkeit zu einem örtlichen Kollektiv, und dessen Meinung hatte er auch zu vertreten. Zudem waren grosse Teile der Bevölkerung von der Teilnahme ausgeschlossen, so alle Beisassen, Hintersassen und Einwohner der Untertanengebiete (wie beispielsweise der schwyzerischen March).
Mit der Französischen Revolution und der Helvetik verlor sie ihre Allgewalt und wurde, soweit sie überlebte, im Verlauf des 19. Jahrhunderts in eine verfassungsrechtlich eingebundene, zahlreicher Kompetenzen beraubte Institution verwandelt. Ihr Einfluss auf die Entstehung der direkten Demokratie in den Kantonen im 19. Jahrhundert ist dennoch bedeutend, wenn auch mehr als ideologischer Bezugspunkt denn als Modell.

### Ehemalige Landsgemeinden

#### Übersicht

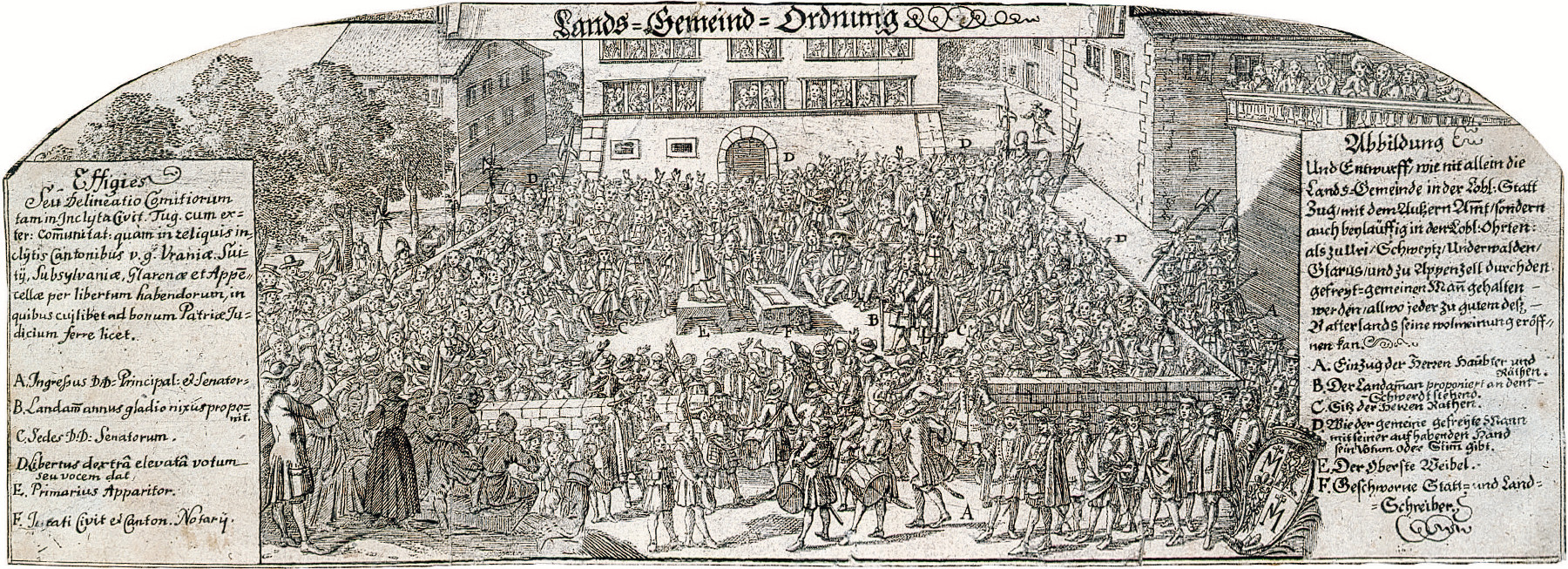
«Lands-Gemeind-Ordnung» der Zuger Landsgemeinde. Radierung aus der Karte Helvetia, Rhaetia, Valesia, gedruckt von Heinrich Ludwig Muos in Zug 1698 (Kunstmuseum Basel, Kupferstichkabinett; Fotografie Martin Bühler)

Nach 1815 gab es in acht Schweizer Kantonen eine Landsgemeinde auf kantonaler Ebene, so nebst Glarus und Appenzell Innerrhoden früher auch in Zug – mit ihren Beteiligten dargestellt und in lateinischer wie in deutscher Sprache beschrieben auf einem Kupferstich von 1698 (siehe Abbildung) –, Schwyz, Uri (siehe den Ablauf exemplarisch im Filmbeispiel), Obwalden, Nidwalden und Appenzell Ausserrhoden.
Die Landsgemeinde wurde abgeschafft
- 1848 in Zug
- 1848 in Schwyz
- 1928 in Uri (durch Landsgemeinde-Abstimmung)
- 1996 in Nidwalden (durch Urnenabstimmung)
- 1997 in Appenzell Ausserrhoden (durch Urnenabstimmung)
- 1998 in Obwalden (durch Urnenabstimmung)

Regionale Landsgemeinden, die im Laufe des 20. und 21. Jahrhunderts abgeschafft wurden, gab es in den Kantonen Graubünden und Schwyz; siehe unten unter den jeweiligen Kantonsartikeln.

#### Abschaffung der Landsgemeinde in Appenzell Ausserrhoden
Die Landsgemeinde in Appenzell Ausserrhoden wurde an einer zuvor an der Landsgemeinde beschlossenen Urnenabstimmung am 28. September 1997 abgeschafft (mit 54,0 Prozent Ja-Stimmen-Anteil bei einer Stimmbeteiligung von 61 Prozent). An der Landsgemeinde 1993 hatte diese sich noch klar für ihre Beibehaltung ausgesprochen.

Landsgemeinde in Hundwil vom 24. April 1949

Der Abschaffung war ein jahrzehntelanger Streit über die Einführung des kantonalen Frauenstimmrechts vorausgegangen. Das männliche Schweizer Stimmvolk hatte der Einführung des Frauenstimmrechts auf eidgenössischer Ebene bereits 1971 zugestimmt, der Kanton Appenzell Ausserrhoden lehnte dies jedoch wie die gesamte Ostschweiz mehrheitlich ab (Neinstimmenanteil: 60,1 Prozent; auf Bundesebene nur 34,3 Prozent).
Die sehr knappe Annahme der entsprechenden Verfassungsänderung an der Landsgemeinde 1989 war umstritten. Wenn nämlich eine klare Entscheidung durch «Mehren» (optische Ermittlung der Mehrheit vom Podium aus) nicht möglich war, sah die Verfassung vor, dass der Stichentscheid durch den Landammann vorgenommen werden konnte. Nach wiederholtem Mehren erklärte der Landammann die Vorlage für angenommen. Der Landammann und die Regierung begründeten ihr Verhalten mit der – ihrer Meinung nach – knappen, aber klaren Stimmenmehrheit, während Kritiker dies als bewusste Missachtung des Volkswillens und «Erzwingen» eines Entscheids im Sinne des Regierungsrates erklärten.
Dieser Vorfall zeigte anschaulich die Anfälligkeit der Entscheidungsfindung an der Landsgemeinde. Daraufhin zogen sich viele Verfechter der ursprünglichen Form zurück und nahmen nicht mehr an der Landsgemeinde teil.
Eine Volksinitiative zur «Wiedereinführung der Landsgemeinde im Kanton Appenzell Ausserrhoden» wurde am 13. Juni 2010 in einer Urnenabstimmung mit 70,3 Prozent Nein-Stimmen abgelehnt.

## Regionale und kommunale Landsgemeinden in den Kantonen

### Appenzell Innerrhoden
Im Kanton Appenzell Innerrhoden finden in den Bezirken (Einwohnergemeinden) des Inneren Landes am Sonntag nach der kantonalen Landsgemeinde die Bezirksgemeinden statt, an denen der jeweilige Bezirkshauptmann (Gemeindepräsident), die übrigen Mitglieder des Bezirksrates (Gemeinderates) und je ein Mitglied des Bezirksgerichts sowie alle zwei Jahre überdies die dem Bezirk zustehenden Mitglieder des Grossen Rates gewählt werden. Das Äussere Land (Oberegg) kennt hingegen die Urnenwahl.

### Graubünden
Im Kanton Graubünden verfügten einst die meisten der bis 2016 bestehenden 39 Kreise über eine Landsgemeinde, walserdeutsch Bsatzig beziehungsweise bündnerromanisch cumin, mastralia oder tschentada genannt. Als der Bündner Grosse Rat noch alle zwei Jahre gewählt wurde, fanden auch die Landsgemeinden alle zwei Jahre am ersten Sonntag im Monat Mai statt.
Aufgaben der Landsgemeinden waren die Wahl des bzw. der Abgeordneten des Kreises in das Kantonsparlament (Grosser Rat), die Wahl von dessen bzw. deren Stellvertreter sowie die Wahl des Landammanns (Kreispräsidenten) und seines Statthalters (Stellvertreters). Bis zum Inkrafttreten der neuen Bündner Gerichtsorganisation 2001 gehörte auch die Wahl des Kreisgerichts und dessen Vorsitzenden sowie des Vermittlers (Friedensrichters) dazu.
In den vergangenen Jahren und Jahrzehnten wurde eine nach der andern Landsgemeinde abgeschafft und die geheime Urnenwahl eingeführt; 2009 betraf dies beispielsweise die Bsatzig im Schanfigg. Gemäss Erhebung der Standeskanzlei Graubünden verfügten per Anfang 2014 noch sechs Kreise über eine Landsgemeinde: Churwalden, Küblis, Luzein, Ruis, Safien und Schams. Da die Kreise mit Inkrafttreten der Gebietsreform 2016 aufgehoben wurden, fanden im Mai 2014 die letzten Bündner Landsgemeinden statt.
Historisch gesehen, gehen die Bündner Landsgemeinden auf die Versammlungen in den Gerichtsherrschaften des Freistaats der Drei Bünde zurück.

### Schwyz
Der Bezirk Schwyz ist der einzige Bezirk des Kantons Schwyz, in dem noch eine Landsgemeinde stattfindet. Sie nimmt die Wahlen des Bezirksammanns, der Bezirksräte, des Landschreibers sowie der Bezirksrichter vor und befindet über Rechnung und Budget. Sachgeschäfte betreffend die Justiz, die Führung der Sekundarstufe I sowie das Gewässer- und Strassenwesen werden an der Landsgemeinde zwar beraten, aber seit 1984 in geheimer Abstimmung an der Urne entschieden.
Die Oberallmeindkorporation Schwyz, deren Gebiet sich grösstenteils mit demjenigen des «Alten Landes Schwyz» deckt, führt heute (2021) noch eine jährliche Landsgemeinde im Ring zu Ibach durch.
Die Landschaft March, ein Untertanengebiet des Alten Landes Schwyz, verfügte im Spätmittelalter und in der Frühneuzeit über eine ähnliche politische Organisation wie das Land Schwyz. Sie verfügte bis 1999 auch über eine Landsgemeinde (siehe Landsgemeinde (March)), die auf dem Landsgemeindeplatz in Lachen tagte.

### Die Gemeindeversammlungen
Noch heute in der Deutschschweiz weitverbreitet ist die Tradition der Volksversammlung auf kommunaler Ebene, wo man sie unter dem Namen Gemeindeversammlung kennt. Gelegentlich werden Gemeindeversammlungen unter freiem Himmel als «Landsgemeinden» bezeichnet, so z. B. in Ennetbaden und in Bergdietikon.

## Verfassungsrechtliche Probleme
Als positive Aspekte der Landsgemeinde werden deren Bürgernähe, die Unmittelbarkeit der Beratungen und die Identitätsstiftung gesehen. Ebenfalls gewürdigt wird ihre Funktion als «Katalysator der demokratischen Idee» und als «Verankerungshilfe direktdemokratischer Entwicklungen».
Aus staatsrechtlicher Sicht kritisiert wird, dass die Landsgemeinde erstens geographisch zentralisiert und zeitlich konzentriert stattfindet, was zur Folge hat, dass einerseits die Stimmbeteiligung «ausserordentlich» tief ist und anderseits «behinderte und verhinderte Personen» nicht daran teilnehmen können. Zweitens ist die öffentliche Stimmabgabe in der Versammlung mit dem Stimmgeheimnis nicht vereinbar, und drittens wird das Abstimmungsresultat durch einfache Abschätzung und nicht durch genaues Auszählen festgestellt.
Die Landsgemeinde ist laut dem Staatsrechtler Andreas Auer «gegen Ende des 20. Jahrhunderts auf kantonaler Ebene zu einem Kuriosum geworden, das zwar heute noch Besucher aus dem In- und Ausland anzuziehen, den zeitgenössischen Ansprüchen der politischen Gleichheit und der Abstimmungsfreiheit aber nicht mehr zu genügen vermag». Die Schweiz musste denn auch 1993 einen Vorbehalt zu Art. 25b des Internationalen Paktes über bürgerliche und politische Rechte (UNO-Pakt II) anbringen, weil die Landsgemeinde mit dem Gebot der geheimen Stimmabgabe unvereinbar ist und die Schweiz somit ab dem Zeitpunkt der Ratifikation den UNO-Pakt II verletzt hätte. 1978 und 1995 schützte das Bundesgericht diese Art der Entscheidungsfindung dennoch, namentlich weil ihre systembedingten Unzulänglichkeiten durch ihre Vorteile grundsätzlich aufgehoben würden, «vor allem aber wohl aus ungenannten, aber bekannten und nicht unberechtigten funktionellen Bedenken gegen eine hochrichterliche Ächtung einer ‹besondern herkömmlichen Form der direktdemokratischen Beteiligung der Stimmbürger (BGE 121 I 138, 143)› und diesbezüglichen Einschränkung der kantonalen Verfassungsautonomie».

## Kunst

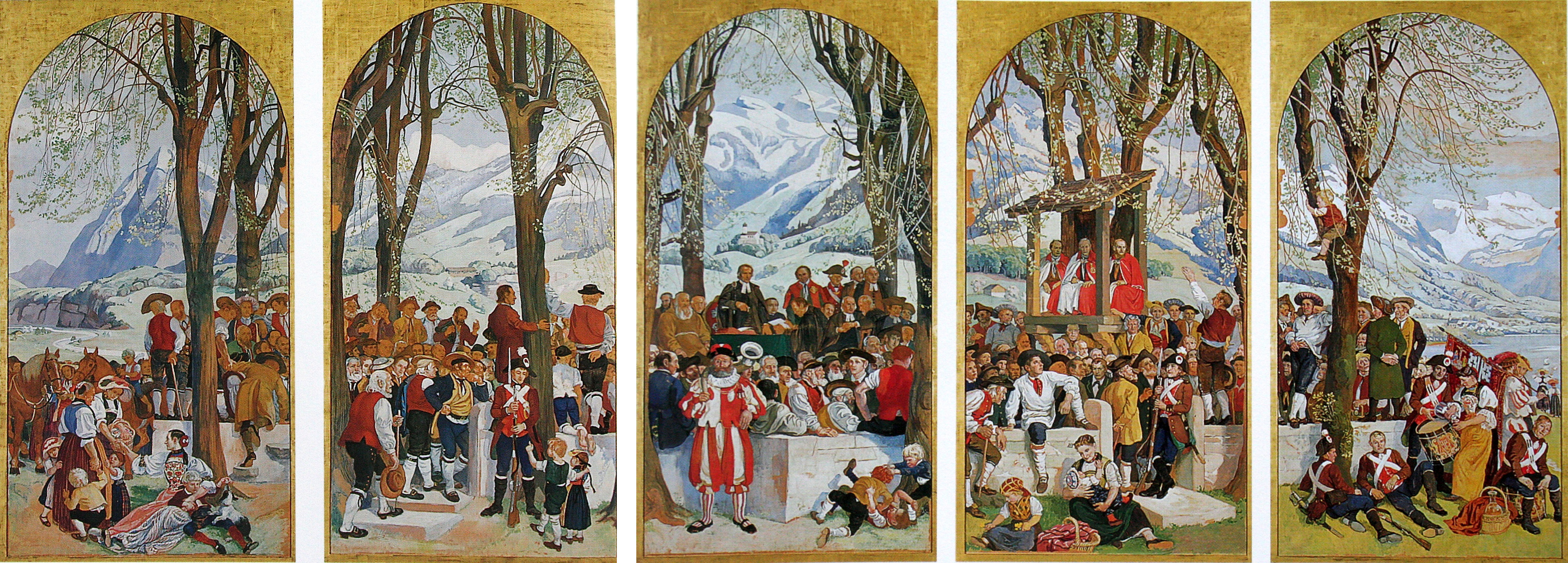
Das Gemälde Die Landsgemeinde im Ständeratssaal

Das Gemälde Die Landsgemeinde, welches im Bundeshaus in Bern die Südwand des Ständeratssaales ziert, zeigt eine Landsgemeinde im 18. Jahrhundert. Die Maler Albert Welti und Wilhelm Balmer stellten dabei den Landsgemeindeplatz in Stans dar, jedoch mit der Landschaft um Sarnen.

## Film
- Männer im Ring, ein Film von Erich Langjahr, der die letzte Männer-Landsgemeinde von Hundwil (Appenzell AR) 1989 zeigt.